# Hiroshi Kajiyama
Hiroshi Kajiyama (هیروشی کاجییاما (?); 13 giugno 1953) è un ex ginnasta giapponese.

## Palmarès

### Olimpiadi
- 2 medaglie:
  - 1 oro (Montréal 1976 nel concorso a squadre)
  - 1 bronzo (Montréal 1976 nel volteggio)

### Mondiali
- 5 medaglie:
  - 2 ori (Varna 1974 nel concorso a squadre; Strasburgo 1978 nel concorso a squadre)
  - 3 argenti (Varna 1974 nel corpo libero; Strasburgo 1978 nelle parallele; Fort Worth 1979 nel concorso a squadre)